# De hemmelige ord
De hemmelige ord er en dansk dokumentarfilm fra 1997, der er instrueret af Lone Alstrup.

## Handling
I 1945 fandt nogle bønder i det sydlige Ægypten en krukke med 52 oldkristne håndskrifter samlet i tretten bøger. Et af dem var et hidtil ukendt evangelium med Jesusord - Thomasevangeliet. En dansk teolog, professor Søren Giversen, blev som helt ung forsker på forunderlig vis involveret i udforskningen af dette evangelium. Var det ægte Jesusord? Mere oprindelige end Jesusordene i Det Ny Testamente? Havde Jesus en hemmelig lære? Og hvad var indholdet af den? Besvarelsen af disse spørgsmål fører til en revision af billedet af Jesus og hans lære - og af de første mennesker, der fulgte ham i den ældste kristendoms historie.